# XVIII Spadochronowe Mistrzostwa Polski Juniorów – Gliwice 1980
 XVIII Spadochronowe Mistrzostwa Polski Juniorów – Gliwice 1980 – odbyły się 14–23 czerwca 1980 roku na gliwickim lotnisku. Gospodarzem Mistrzostw był Aeroklub Gliwicki wraz z sekcją spadochronową, a organizatorem Aeroklub Polski. Do dyspozycji skoczków były samoloty An-2. Skoki wykonywano z wysokości 1000 metrów i opóźnieniem 0–5 sekund oraz 2000 m, opóźnienie 25 sekund.

## Rozegrane kategorie
Zawody rozegrano w trzech kategoriach spadochronowych:
- Indywidualnie celność lądowania – wykonano 6 kolejek skoków
- indywidualne akrobacja indywidualna – wykonano 3 kolejki skoków
- Indywidualnie dwubój.

Źródło:.

## Medaliści
Medalistów Uczestników XVIII Spadochronowych Mistrzostw Polski Juniorów – Gliwice 1980 podano za:Jan Isielenis, Archiwum Sekcji Spadochronowej Aeroklubu Gliwickiego, 1980, s. 1.
| Konkurencja             | Złoto         | Srebro              | Brąz            |
| Indywidualnie akrobacja | Wiesław Skóra | Waldemar Kowalaszek | Mirosław Bręk   |
| Indywidualnie celność   | Wiesław Skóra | Marian Bobowski     | Leszek Wąsowicz |
| Indywidualnie dwubój    | Wiesław Skóra | Leszek Wąsowicz     | Marian Bobowski |

## Wyniki zawodów
Wyniki Uczestników XVIII Spadochronowych Mistrzostw Polski Juniorów – Gliwice 1980 podano za: Jan Isielenis, Archiwum Sekcji Spadochronowej Aeroklubu Gliwickiego, 1980, s. 1.
W zawodach brało udział 41 zawodników, 3 zawodniczki i 38 zawodników z 16 Aeroklubów regionalnych .

### Klasyfikacja indywidualna celność lądowania
| Miejsce | Imię i nazwisko     | Nota łączna | Drużyna                       |
| 1.      | Wiesław Skóra       | 1 pkt       | WKS Zawisza                   |
| 2.      | Marian Bobowski     | 4 pkt       | WKS Wawel                     |
| 3.      | Leszek Wąsowicz     | 9 pkt       | WKS Śląsk                     |
| 4.      | Zbigniew Grzybczyk  | 16 pkt      | WKS Wawel                     |
| 5.      | Andrzej Dziobal     | 25 pkt      | Aeroklub Lubelski             |
| 6.      | Jan Lidke           | 36 pkt      | WKS Zawisza                   |
| 7.      | Damian Skołuda      | 49 pkt      | WKS Śląsk                     |
| 8.      | Zbigniew Zieliński  | 64 pkt      | Aeroklub Ziemi Lubuskiej      |
| 9.      | Andrzej Buczkowski  | 81 pkt      | WKS Śląsk                     |
| 10.     | Ryszard Galiński    | 100 pkt     | WKS Wawel                     |
| 11.     | Piotr Brengler      | 121 pkt     | WKS Wawel                     |
| 12.     | Andrzej Puchała     | 144 pkt     | Aeroklub Orląt                |
| 13.     | Krzysztof Filus     | 169 pkt     | Aeroklub Śląski               |
| 14.     | Waldemar Kowalaszek | 196 pkt     | WKS Zawisza                   |
| 15.     | Zbigniew Marciniak  | 225 pkt     | WKS Zawisza                   |
| 16.     | Stanisław Decker    | 256 pkt     | Aeroklub Ziemi Lubuskiej      |
| 17.     | Paweł Krygier       | 289 pkt     | WKS Śląsk                     |
| 18.     | Mirosław Bręk       | 324 pkt     | WKS Zawisza                   |
| 19.     | Ireneusz Zalewski   | 361 pkt     | Aeroklub Śląski               |
| 20.     | Tadeusz Ziembo      | 400 pkt     | Aeroklub ROW                  |
| 21.     | Zbigniew Wieczorek  | 441 pkt     | Aeroklub Śląski               |
| 22.     | Edward Dziędziura   | 484 pkt     | Aeroklub Ziemi Lubuskiej      |
| 23.     | Antoni Lech         | 529 pkt     | Aeroklub Rzeszowski           |
| 24.     | Tadeusz Dziugiel    | 576 pkt     | Aeroklub Śląski               |
| 25.     | Zbigniew Łaski      | 625 pkt     | Aeroklub ROW                  |
| 26.     | Wacław Toczek       | 676 pkt     | Aeroklub Śląski               |
| 27.     | Alfred Kazmierczak  | 729 pkt     | Aeroklub ROW                  |
| 28.     | Tadeusz Matejek     | 784 pkt     | Aeroklub Podhalański          |
| 29.     | Grzegorz Ostasz     | 841 pkt     | Aeroklub Ziemi Zamojskiej     |
| 30.     | Marek Sadalski      | 900 pkt     | Aeroklub Poznański            |
| 31.     | Roman Grudziński    | 961 pkt     | Aeroklub Gliwicki             |
| 32.     | Kazimierz Nowak     | 1024 pkt    | Aeroklub Gliwicki             |
| 33.     | Janusz Szczapka     | 1089 pkt    | Aeroklub Śląski               |
| 34.     | Andrzej Grotek      | 1156 pkt    | Aeroklub Orląt                |
| 35.     | Jarosław Gracz      | 1225 pkt    | Aeroklub Wrocławski           |
| 36.     | Lidia Wróblewska    | 1296 pkt    | Aeroklub Gdański              |
| 37.     | Lidia Kaczanowskia  | 1369 pkt    | Aeroklub Zagłębia Miedziowego |
| 38.     | Tadeusz Winiarek    | 1444 pkt    | Aeroklub Łódzki               |
| 39.     | Marcin Wilk         | 1521 pkt    | Aeroklub Gliwicki             |
| 40.     | Mariusz Beler       | 1600 pkt    | Aeroklub Orląt                |
| 41.     | Maria Kowal         | – pkt       | Aeroklub Zagłębia Miedziowego |

### Klasyfikacja indywidualna akrobacja indywidualna
| Miejsce | Imię i nazwisko     | Nota łączna | Drużyna                       |
| 1.      | Wiesław Skóra       | 26,20 pkt   | WKS Zawisza                   |
| 2.      | Waldemar Kowalaszek | 27,15 pkt   | WKS Zawisza                   |
| 3.      | Mirosław Bręk       | 27,15 pkt   | WKS Zawisza                   |
| 4.      | Zbigniew Marciniak  | 28,70 pkt   | WKS Zawisza                   |
| 5.      | Leszek Wąsowicz     | 28,90 pkt   | WKS Śląsk                     |
| 6.      | Krzysztof Galiński  | 29,60 pkt   | WKS Wawel                     |
| 7.      | Damian Skołuda      | 33,30 pkt   | WKS Śląsk                     |
| 8.      | Marian Bobowski     | 30,95 pkt   | WKS Wawel                     |
| 9.      | Andrzej Puchała     | 31,75 pkt   | Aeroklub Orląt                |
| 10.     | Tadeusz Matejek     | 32,60 pkt   | Aeroklub Podhalański          |
| 11.     | Roman Grudziński    | 33,10 pkt   | Aeroklub Gliwicki             |
| 12.     | Tadeusz Winiarek    | 33,15 pkt   | Aeroklub Łódzki               |
| 13.     | Tadeusz Dziugiel    | 34,45 pkt   | Aeroklub Śląski               |
| 14.     | Zbigniew Zieliński  | 35,00 pkt   | Aeroklub Ziemi Lubuskiej      |
| 15.     | Zbigniew Wieczorek  | 35,25 pkt   | Aeroklub Śląski               |
| 16.     | Jan Lidke           | 35,40 pkt   | WKS Zawisza                   |
| 17.     | Ireneusz Zalewski   | 35,60 pkt   | Aeroklub Śląski               |
| 18.     | Mariusz Beler       | 35,80 pkt   | Aeroklub Orląt                |
| 19.     | Andrzej Dziobal     | 35,90 pkt   | Aeroklub Zagłębia Miedziowego |
| 20.     | Wacław Toczek       | 36,05 pkt   | Aeroklub Śląski               |
| 21.     | Zbigniew Łaski      | 36,10 pkt   | Aeroklub ROW                  |
| 22.     | Piotr Brengler      | 36,50 pkt   | WKS Wawel                     |
| 23.     | Andrzej Buczkowski  | 37,35 pkt   | WKS Śląsk                     |
| 24.     | Zbigniew Grzybczyk  | 37,45 pkt   | WKS Wawel                     |
| 25.     | Krzysztof Filus     | 37,70 pkt   | Aeroklub Śląski               |
| 26.     | Paweł Krygier       | 37,75 pkt   | WKS Śląsk                     |
| 27.     | Andrzej Grotek      | 37,95 pkt   | Aeroklub Orląt                |
| 28.     | Grzegorz Ostasz     | 38,80 pkt   | Aeroklub Ziemi Zamojskiej     |
| 29.     | Jarosław Gracz      | 39,05 pkt   | Aeroklub Wrocławski           |
| 30.     | Kazimierz Nowak     | 39,20 pkt   | Aeroklub Gliwicki             |
| 31.     | Janusz Szczepka     | 39,63 pkt   | Aeroklub Śląski               |
| 32.     | Alfred Kazimierczak | 39,70 pkt   | Aeroklub ROW                  |
| 33.     | Stanisław Decker    | 39,90 pkt   | Aeroklub Ziemi Lubuskiej      |
| 34.     | Lidia Wróblewska    | 40,35 pkt   | Aeroklub Gdański              |
| 35.     | Marcin Wilk         | 41,70 pkt   | Aeroklub Gliwicki             |
| 36.     | Tadeusz Ziembo      | 43,65 pkt   | Aeroklub ROW                  |
| 37.     | Marek Sadalski      | 44,49 pkt   | Aeroklub Poznański            |
| 38.     | Edward Dziędziura   | 45,75 pkt   | Aeroklub Ziemi Lubuskiej      |
| 39.     | Antoni Lech         | 47,30 pkt   | Aeroklub Rzeszowski           |
| 40.     | Lidia Kaczanowska   | 48,00 pkt   | Aeroklub Lubelski             |
| 41.     | Maria Kowal         | 48,00 pkt   | Aeroklub Zagłębia Miedziowego |

### Klasyfikacja indywidualna (dwubój)
| Miejsce | Imię i nazwisko     | Nota łączna | Drużyna                       |
| 1.      | Wiesław Skóra       | 2 pkt       | WKS Zawisza                   |
| 2.      | Leszek Wąsowicz     | 34 pkt      | WKS Śląsk                     |
| 3.      | Marian Bobowski     | 68 pkt      | WKS Wawel                     |
| 4.      | Marian Skołuda      | 98 pkt      | WKS Śląsk                     |
| 5.      | Ryszard Galiński    | 136 pkt     | WKS Wawel                     |
| 6.      | Waldemar Kowalaszek | 200 pkt     | WKS Zawisza                   |
| 7.      | Andrzej Purchała    | 225 pkt     | Aeroklub Orląt                |
| 8.      | Zbigniew Marciniak  | 241 pkt     | WKS Zawisza                   |
| 9.      | Zbigniew Zieliński  | 260 pkt     | Aeroklub Ziemi Lubuskiej      |
| 10.     | Jan Lidke           | 292 pkt     | WKS Zawisza                   |
| 11.     | Mirosław Bręk       | 333 pkt     | WKS Zawisza                   |
| 12.     | Andrzej Dziobal     | 386 pkt     | Aeroklub Zagłębia Miedziowego |
| 13.     | Zbigniew Grzybczyk  | 592 pkt     | WKS Wawel                     |
| 14.     | Piotr Brendler      | 605 pkt     | WKS Wawel                     |
| 15.     | Andrzej Duczkowski  | 610 pkt     | WKS Śląsk                     |
| 16.     | Ireneusz Zalewski   | 650 pkt     | Aeroklub Śląski               |
| 17.     | Zbigniew Wieczorek  | 666 pkt     | Aeroklub Śląski               |
| 18.     | Tadeusz Dziugiel    | 666 pkt     | Aeroklub Śląski               |
| 19.     | Krzysztof Filus     | 745 pkt     | Aeroklub Śląski               |
| 20.     | Tadeusz Matejek     | 884 pkt     | Aeroklub Podhalański          |
| 21.     | Paweł Krygier       | 961 pkt     | WKS Śląsk                     |
| 22.     | Zbigniew Łaski      | 1066 pkt    | Aeroklub ROW                  |
| 23.     | Wacław Toczek       | 1076 pkt    | Aeroklub Śląski               |
| 24.     | Roman Grudziński    | 1082 pkt    | Aeroklub Gliwicki             |
| 25.     | Stanisław Decker    | 1345 pkt    | Aeroklub Ziemi Lubuskiej      |
| 26.     | Tadeusz Winiarek    | 1588 pkt    | Aeroklub Łódzki               |
| 27.     | Grzegorz Ostasz     | 1625 pkt    | Aeroklub Ziemi Zamojskiej     |
| 28.     | Tadeusz Ziembo      | 1696 pkt    | Aeroklub ROW                  |
| 29.     | Alfred Kazimierczak | 1753 pkt    | Aeroklub ROW                  |
| 30.     | Andrzej Grotek      | 1835 pkt    | Aeroklub Orląt                |
| 31–32.  | Mariusz Beler       | 1924 pkt    | Aeroklub Orląt                |
| 31–32.  | Kazimierz Nowak     | 1924 pkt    | Aeroklub Gliwicki             |
| 33.     | Edward Dziędziura   | 1928 pkt    | Aeroklub Ziemi Lubuskiej      |
| 34–35.  | Janusz Szczepka     | 2050 pkt    | Aeroklub Śląski               |
| 34–35.  | Antoni Lech         | 2050 pkt    | Aeroklub Rzeszowski           |
| 36.     | Jarosław Gracz      | 2166 pkt    | Aeroklub Wrocławski           |
| 37.     | Marek Sadalski      | 2263 pkt    | Aeroklub Poznański            |
| 38.     | Lidia Wróblewska    | 2452 pkt    | Aeroklub Gdański              |
| 39.     | Marcin Wilk         | 2746 pkt    | Aeroklub Gliwcki              |
| 40.     | Lidia Kaczanowska   | 2969 pkt    | Aeroklub Lubelski             |
| 41.     | Maria Kowal         | – pkt       | Aeroklub Zagłębia Miedziowego |